# Société typographique de Bouillon
La Société typographique de Bouillon est une maison d'édition fondée par Pierre Rousseau. Installée dans le duché alors indépendant de Bouillon, aujourd’hui en Belgique, elle est active de 1768 à 1788.

## Historique

### Organisation
Ayant reçu un privilège d'imprimerie accordé le 10 août 1767 par Charles-Godefroy de La Tour d'Auvergne, Duc de Bouillon, la Société typographique est fondée le 24 novembre 1768 par Jean-Baptiste Robinet, Jean-Pierre Louis Trécourt, Jean Castilhon et son frère Jean-Louis. Pierre Rousseau fournit une grande partie des fonds, mais ne souhaite pas apparaître dans la Société, afin que ses activités soient séparées de celles du Journal encyclopédique qu'il dirige par ailleurs, et que les éventuels ennuis de l'un — avec la censure principalement — ne rejaillissent pas sur l'autre.
Trécourt est chargé « de tout ce qui regarde la manutention, la correspondance, la tenue des livres et tous les détails du bureau. » Robinet et Jean-Louis Castilhon à Bouillon, Jean Castilhon à Paris sont chargés « de tout le travail des éditions comme corrections typographiques, révisions et examens des livres à imprimer, changement à faire s'il y a lieu, préfaces, avis, notes et observations littéraires à y mettre, comme aussi des pièces nouvelles qui pourront être insérées dans les recueils que la Société fera paraître. »
Robinet abandonne vite la société, et revend ses parts à Weissenbruch, le beau-frère de Pierre Rousseau, qui reprend quelques années plus tard, en 1772, les actions des frères Castilhon, partis redonner une nouvelle vie au Journal de Trévoux.
La gestion de Trécourt est désastreuse : il ne recouvre pas les créances, de ce fait ne peut payer les fournisseurs, fait des emprunts à taux élevé, et cache la situation à Rousseau. Quand celui-ci la découvre, en 1783, il le renvoie, et confie l'ensemble de la gestion à Weissenbruch, mais la Société ne s'en remet jamais vraiment.
Après la mort de Rousseau, en 1785, sa veuve s'associe juridiquement à Weissenbruch, afin de récupérer le privilège des journaux. La Société typographique, qui vivote, est dissoute en 1788. Certaines presses sont vendues— au fils de Trécourt —, d'autres sont transportées à Bruxelles.

### Ligne éditoriale
Le Prospectus, paru dans le Journal encyclopédique du 1er avril 1769, annonce que les presses « seront consacrées au progrès des sciences, à l'amour de la vertu, à l'avancement de la vraie philosophie, ne refuseront que les ouvrages qui leur seraient contraires. »

## Publications

### Édition
Depuis son arrivée à Bouillon, en février 1760, Pierre Rousseau avait déjà édité et fait imprimer des ouvrages interdits ou des contrefaçons, comme De l'esprit, d'Helvétius, Candide de Voltaire ou L'Histoire des Grecs de Goudar. Certaines publications prennent des chemins détournés : l'ouvrage de Mirabeau, De la Banque d'Espagne, transporté clandestinement à Reims, entre à Paris caché sous les tapis du carrosse de Mme de Nehra, maîtresse de l'auteur.
Depuis sa création formelle, la production livresque de la Société typographique de Bouillon est estimée à plus de 200 titres, dont environ un tiers de publications clandestines ou de contrefaçons. Il s'agit soit de simples réimpressions non autorisées, marquées Londres ou Amsterdam, ou bien de nouvelles éditions vendues comme des éditions originales.
Les affaires peuvent être florissantes : les comptes de l'impression clandestine des œuvres d'Helvétius font état d'un prix de revient de 2 558,13 livres livres, pour un prix de vente de 6 000.

#### Recueil philosophique et littéraire de la société typographique de Bouillon
Ce recueil fait l'objet de 10 livraisons, de 1769 à 1780. Les quatre premiers — voire le cinquième —sont rédigés par les frères Castilhon. Les suivants sont attribués soit à Maignard, rédacteur au Journal encyclopédique, soit à Weissenbruch lui-même.
Le premier volume s'attire les compliments de Grimm : « Dans la foule innombrable des compilations dont nous sommes accablés, il en a paru une, cette année, qui mérite d'être distinguée. » Diderot en fait une critique détaillée, pour conclure : « Le recueil est bon, je l’ai coupé d’un bout à l’autre, je le garde, et j’en retiens la suite. »

#### Supplémentà l'Encyclopédie
La grande affaire de la Société typographique aurait pu être la réédition de l'Encyclopédie, puis la publication de son Supplément. Après d'oiseuses et longues discussions entre Panckoucke, maître d’œuvre en tant que titulaire du privilège de réimpression, les éditeurs genevois Cramer et de Touques, et Pierre Rousseau, la réédition est finalement réalisée à Genève, mais les premiers volumes sont saisis et mis à la Bastille.
Le 12 avril 1771 est signé l'Acte de Bouillon, prévoyant la mise en chantier d'un Supplément à l'Encyclopédie. Les associés sont Rousseau (25 %), Cramer et Detournes (25 %), Panckoucke (16, 67 %), Rey (12,5 %), Robinet (12,5 %) et Brunet (8,33 %). La rédaction s'éternise. En 1776, lassé des querelles entre les associés sur l'endroit où sera imprimé le Supplément, Pierre Rousseau se retire et vend ses parts à l’imprimeur parisien Jean-Georges-Antoine Stoupe.

### Imprimerie
Les presses de la société sont également utilisées pour le tirage des journaux que dirige ou possède Pierre Rousseau :
- Le Journal encyclopédique, qui paraît de 1756 à 1793.

- La Gazette des gazettes ou Journal politique, rédigé par Jacques Renéaume de la Tache[25]. Il s'agit d'une compilation d'articles de journaux étrangers, imprimée sur du mauvais papier, à la typographie peu soignée, mais qui rencontre un grand succès[26].
- La Gazette salutaire, journal médical dont Frédéric-Emmanuel Grunwald rédige seul les 1848 numéros hebdomadaires qui paraissent du 1er janvier 1762 au 21 décembre 1793[27]. Une traduction italienne paraît à Venise chez Benoit Milocco sous le titre de Gorniale de Medicina[28].
- Le Journal de jurisprudence n'aura pas connu les presses de la Société typographique : seuls 17 numéros paraissent, de janvier 1763 à mai 1764[29].

## Catalogue partiel
- [Abraham Hyacinthe Anquetil-Duperron], Tableau historique de l'Inde, contenant un abrégé de la mythologie & des mœurs indiennes, 1771. Lire en ligne
- Jean Bardou, Amusements d'un philosophe solitaire, 3 volumes, 1782-1783. Lire en ligne
- Louis Abel Beffroy de Reigny, Les Petites-Maisons du Parnasse, 1783-1784. Lire en ligne
- [Pierre-François Boncerf], Les inconvénients des droits féodaux, 1 volume marqué Londres, 1776 Lire en ligneBrochure condamnée au feu le 23 février 1776, comme injurieuse aux lois et coutumes de France, aux droits sacrés et inaliénables de la Couronne et aux droits de propriété des particuliers ; comme tendant à ébranler toute la Monarchie, en soulevant les vassaux contre leurs seigneurs et contre le Roi même et en leur présentant les droits féodaux et domaniaux comme autant d'usurpations et de violences odieuses et ridicules[30].
- Jean-Louis Carra Le Faux philosophe démasqué, 1772. Lire en ligne
- Louis Castilhon, 
  - Le Diogène moderne ou le Désapprobateur, 2 volumes, 1770, dédié à Voltaire. Lire en ligne.
  - Considérations sur les causes physiques et morales de la diversité du génie, 1769. Lire en ligne300 exemplaires furent arrêtés en France par la Chambre syndicale de la librairie et condamnés à être rendus[31].
- [François Jean de Chastellux], De la félicité publique, 2 volumes, 1776. Lire en ligne
- Cuinghien, La sauvegarde des abeilles, et les manœuvres des ruches en hausses de paille, 1771. Lire en ligne
- [Denis Diderot]
  - Histoire générale des dogmes et opinions philosophiques, 3 volumes marqués Londres, 1769. Tome I. Tome II. Tome III.300 exemplaires présentés à la Chambre syndicale y furent arrêtés et renvoyés à l'étranger[32].
  - Collection complète des œuvres philosophiques, littéraires et dramatiques de M. Diderot, 5 volumes, 1773. Lire en ligneÉdition probablement imprimée sans l'accord de Diderot car elle comprend des œuvres qui ne sont pas de lui : le Code de la Nature de Morelly au tome Il et Justifications de plusieurs articles du Dictionnaire encyclopédique ou préjugés légitimes contre ceux du sieur Chaumeix, de l'abbé Montlinot[33].
  - Essai sur les règnes de Claude et de Néron, 1782, 2 volumes, marqués Londres. Première éd. séparée et augmentée, de l'Essai sur la vie de Sénèque qui forme le 7e vol. de la traduction des œuvres de ce philosophe par La Grange (Paris, Debure, 1779). Lire en ligneLa première édition de l'ouvrage ayant été trop censurée, Diderot fait exécuter à Bouillon une édition non expurgée. D'abord condamnée à être renvoyée à l'étranger, elle finit par entrer en France grâce à la protection du lieutenant de police Lenoir[34].
- [Dom Jean François], Bibliothèque générale des écrivains de l'Ordre de Saint Benoit, 4 volumes, 1777-1778. Lire en ligneL'ouvrage fut autorisé pour 6 ans le 11 février 1778[35].
- Jean de La Fontaine, Fables choisies, 1776, 4 volumes, gravures. Lire en ligneDeux éditions, l'une en très beau papier, l'autre en papier commun[36].
- Claude Mailhol, L'Avare, comédie de Molière, en 5 actes, mise en vers, avec des changements, 1775. Lire en ligne
- [François-Marie de Marsy, Jean-Baptiste-René Robinet], Analyse raisonnée de Bayle, 8 volumes marqués Londres, 1773. Tome I. Tome II. Tome III. Tome IV. Tome V. Tome VI. Tome VII. Tome VIIILes quatre premiers volumes sont une réimpression de l'Analyse de Bayle par Marsy, Londres 1755, les quatre derniers sont attribués à J.B. Robinet. L'ouvrage de l'abbé de Marsy fut condamné par le Parlement le 9 avril 1756. Des exemplaires furent arrêtés à la Chambre syndicale en juillet 1771 et en octobre 1773. Prohibés, ils furent envoyés au pilon[37].
- [Moncherel], Commentaire sur les ordonnances de Lorraine, combinées avec celle de France, 1778. Lire en ligne
- Antoine Grimoald Monnet, Nouveau système de minéralogie, 1779. Lire en ligne
- Samuel Musgrave, Considérations et conjectures sur les qualités et les maladies des nerfs, traduit de l'anglais, 1779. Lire en ligne.
- Noël Martin Joseph de Necker, Physiologie des corps organisés, 1775. Lire en ligne
- Recueil philosophique et littéraire de la Société typographique de Bouillon, 10 volumes, 1769-1780. Tome I. Tomes 3 à 8.
- Vaureal, Plan ou essai d'éducation général et national, 1783. Lire en ligne
- Voltaire, Romans et contes, 3 volumes, portrait et gravures, 1778. Lire en ligne

### Ouvrages
- (en) Raymond F. Birn, Pierre Rousseau and the 'Philosophes' of Bouillon, Oxford, coll. « Oxford University Studies in the Enlightenment » (no 29), 1964 (ISBN 9780729400800)
- Georges Haumont, Roger Pierrot et Julien Cain, Le Journal encyclopédique et la Société typographique : exposition en hommage à Pierre Rousseau (1716-1785) et Charles-Auguste de Weissenbruch (1744-1826), Bouillon, Musée Ducal, 1955

### Articles
- G. Biart, « L'organisation de l'édition à la Société typographique de Bouillon », Studies on Voltaire and the Eighteenth Century, no 216,‎ 1983[38]

- F. Clément, « Pierre Rousseau et les journaux de Bouillon », Annales de l’Institut archéologique du Luxembourg, nos 112-113,‎ 1981-1982, p. 66-114 (lire en ligne)
- F. Clément, « La Société typographique de Bouillon », Annales de l’Institut archéologique du Luxembourg, nos 112-113,‎ 1981-1982, p. 137-189 (lire en ligne)Donne une liste exhaustive des titres imprimés par la Société typographique.
- J. Vercruysse, « Les livres clandestins de Bouillon », Studies on Voltaire and the Eighteenth Century,, no 193,‎ 1980
- J. Vercruysse,, « Diderot et la société typographique de Bouillon », Studies on Voltaire and the Eighteenth Century,, no 254,‎ 1988